# Turmero
Turmero es una ciudad venezolana, capital del Municipio Santiago Mariño, en el Estado Aragua. Está ubicada en la cuenca hidrográfica del lago de Valencia en la Región Central de Venezuela, y forma parte de uno de los núcleos del área metropolitana de Maracay. A 446 m s. n. m., Turmero está a 102 km  de la ciudad de Caracas, albergando una población de 211 010 habitantes (según censo 2011).
Posee un relieve y clima cálido, varia según la temporada. Turmero fue levantada como parroquia eclesiástica el 27 de noviembre de 1620, cuando el presbítero Gabriel Mendoza fundó la Iglesia Nuestra Señora de La Candelaria en un pueblo que ya existía, por orden del Rey Felipe II de España. Su fundación se le atribuyó a Pedro Villacastín, lo cual no se ha podido comprobar al no existir este personaje ni documentos que lo certifiquen.

## Lugares de interés
La naturaleza tiene también expresiones especiales en Turmero y sus alrededores:
- Pico El Cenizo
- Cerro El Picacho, con acceso hacia la zona Este del poblado
- Balneario de Polvorín "Pozo El Indio" (Zona Agraria de Guayabita)
- Rancho Abu Hanna
- Sendero Turmero-Chuao se accede por Pedregal, Zona Agraria de Guayabita en las faldas del Topo Buena Vista
- Zoológico de la Familia Pantin. Rancho Enorme (Sector Huerta de los Pájaros vía Rosario de Paya).
- Parque Agustín Codazzi (La Encrucijada, límites con Cagua y San Mateo)
- Parque biosaludable (Rosario de paya).

## Concentración poblacional

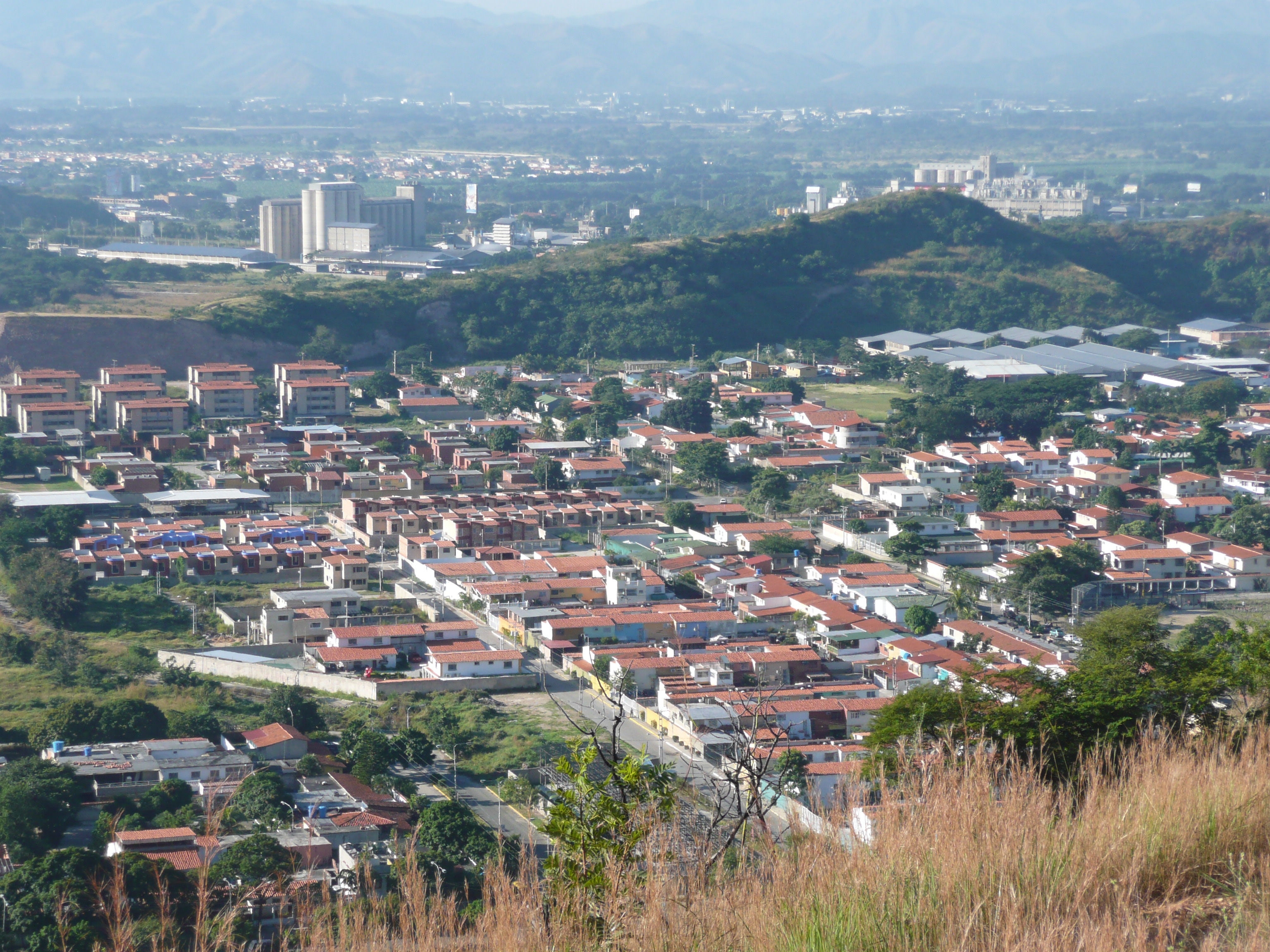
Vista de una urbanización en Turmero.

La población de Turmero se encuentra asentada en las diferentes urbanizaciones y barriadas de la ciudad, alrededor del centro o del casco colonial. Se especifican solo los aledaños y no los del resto del municipio.

## Emisoras de Radio y Medios Digitales
Turmero es sede de las siguientes emisoras de radio y medios digitales:

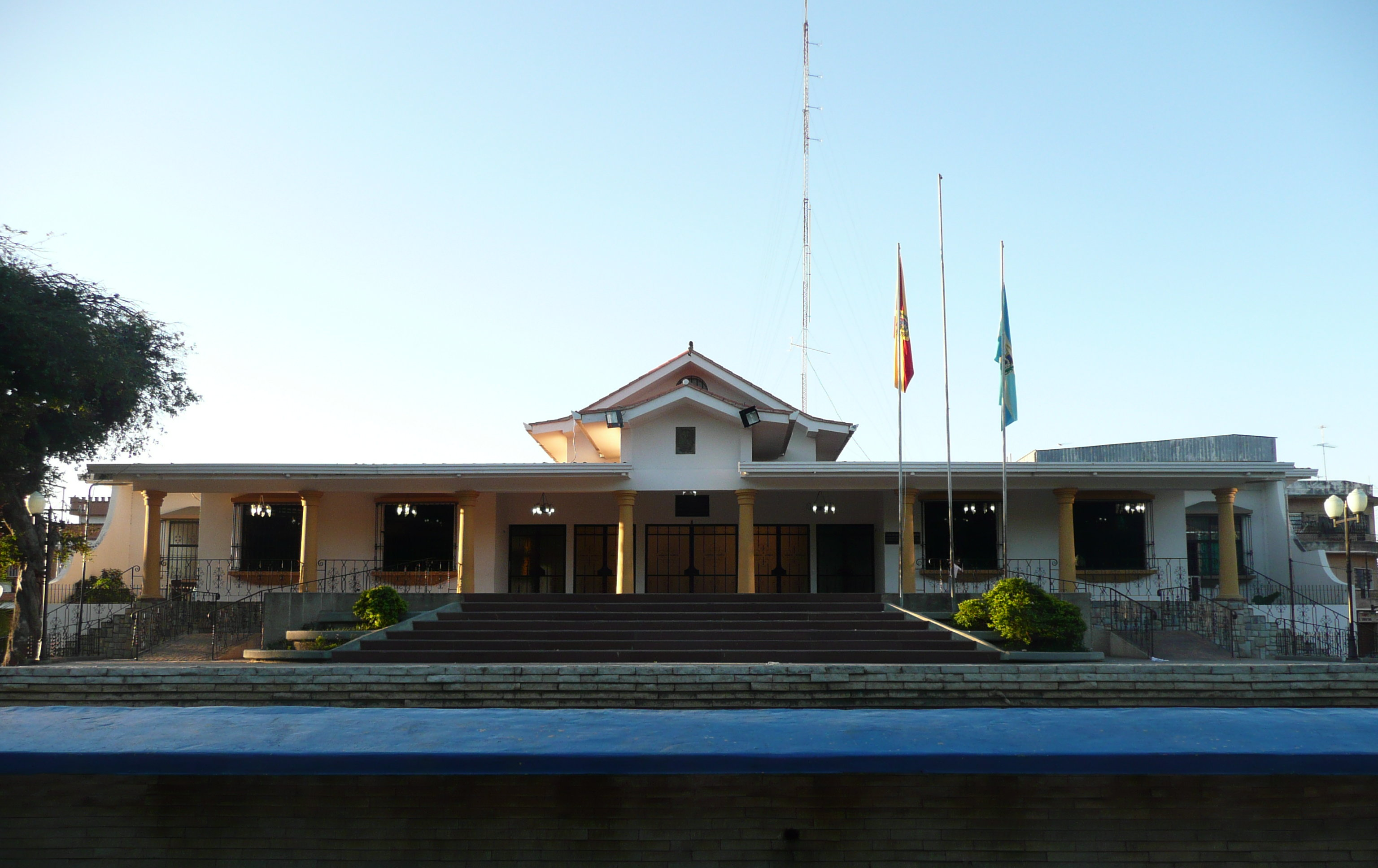
Casa Municipal de Turmero

- Radio Estrella (FM: 98.7)
- Vida (FM: 102.5)
- Radio Apolo (AM: 1320)
- Radio Aplauso (FM: 106.3)
- Radio Espectacular (FM: 103.1)
- La Voz de Turmero (FM: 97.7)
- Rutas (FM: 90.7)
- Radio RETUR (FM: 96.9)
- Ciudad Turmero (Redes Sociales)

## Municipios de Turmero
- Maracay, Venezuela
- Cagua, Venezuela
- Calabozo, Venezuela
- San Juan de los Morros, Venezuela
- La Victoria, Venezuela
- Coro, Venezuela